# Luís Vítor, Príncipe de Carignano
Luís Vítor, Príncipe de Carignano (Paris, 25 de setembro de 1721 - Turim, 16 de dezembro de 1778) liderou o ramo cadete da Casa de Savoia que reinou sobre o Reino da Sardenha, sendo conhecido como o Príncipe de Carignano de 1741 até sua morte. Após a extinção da linhagem principal da família, seu bisneto sucedeu ao trono real como o rei Carlos Alberto da Sardenha, enquanto seu trineto, Vítor Emanuel II, tornou-se o primeiro rei da Itália unificada.

## Biografia
Luís Vítor nasceu no Hotel de Soissons, o palácio francês pertencente a sua família. Seu pai era neto de Tomás Francisco, Príncipe de Carignano e, portanto, descendente de Carlos Emanuel I, Duque de Saboia e de Catarina Micaela da Áustria. Luís Vítor era duplamente descendente de Carlos Emanuel I, Duque de Saboia, pois sua mãe era filha ilegítima de Vítor Amadeu II da Sardenha e de sua amante Jeanne-Baptiste d'Albert de Luynes.
Em 1741, o pai de Luís Vítor falece, fazendo dele o novo Príncipe de Carignano. O título foi criado em 1620 pelo duque Carlos Emanuel I de Saboia para seu filho mais novo, Tomás Francisco. O título fazia referência a comuna de Carignano.
Luís Vítor perdeu a esposa em setembro de 1778 e morreu em 16 de dezembro de 1778 no Palazzo Carignano, a residência em Turim da família Saboia-Carignano. Desde 1835, o seu túmulo e de sua esposa está na Basílica de Superga, em Turim.